# André Farwagi
André Farwagi, né le 4 juillet 1935 au Caire (Égypte) et mort le 21 mai 2009 à Paris, est un réalisateur et producteur de cinéma français.

## Filmographie

### Comme réalisateur
- 1968 : L'Ombre dans la glace (court métrage)
- 1970 : Le Temps de mourir
- 1978 : Deux Heures de colle pour un baiser (Leidenschaftliche Blümchen)
- 1981 : Le Serment d'Heidelberg (téléfilm)
- 1984 : Les Fils des alligators (téléfilm)
- 1987 : Le Carnaval des brumes (téléfilm)
- 1987 : Les Lutteurs immobiles (téléfilm)
- 1989 : Thank You Satan
- 1992 : Tous mes maris (téléfilm)

### Comme producteur
- 1989 : Thank You Satan
- 1997 : Les Démons de Jésus de Bernie Bonvoisin
- 1997 : Sous les pieds des femmes de Rachida Krim
- 1999 : Les Grandes Bouches de Bernie Bonvoisin
- 2001 : La Folie des hommes (Vajont - La diga del disonore) de Renzo Martinelli
- 2002 : Le Conseil d'Égypte (Il consiglio d'Egitto) d'Emidio Greco
- 2002 : La Main sur le cœur de Marc-Olivier Louveau
- 2005 : L'Éveil du Moine de Marc-Olivier Louveau
- 2006 : Nico de Marc-Olivier Louveau
- 2008 : Cellule morte de Marc-Olivier Louveau

### Comme acteur
- 1971 : Le Ravi (Permette? Rocco Papaleo) d'Ettore Scola
- 1973 : La Virée superbe de Gérard Vergez
- 1989 : La Révolution française de Robert Enrico et Richard T. Heffron.

### Comme scénariste
- 1972 : Aimez-vous les uns les autres... mais pas trop de Daniel Moosmann

## Distinctions
Sauf indication contraire, les informations mentionnées dans cette section peuvent être confirmées par la base de données cinématographiques IMDb,  présente dans la section « Liens externes ».
- Berlinale 1970 : prix de la critique internationale pour Le Temps de mourir[2],[3]